# Palads
Nordisk Film Biografer Palads, kortweg Palads (Deens voor "paleis") of Palads Teatret genoemd, is een bioscoopcomplex in het centrum van de Deense hoofdstad Kopenhagen. Het gebouw met de kenmerkende felgekleurde "zuurstok"-gevel, toren en verguld beeldhouwwerk staat naast de ingang van S-tog-station Vesterport aan het Axeltorv, langs de spoorlijn Boulevardbanen die van het centraal station naar station Østerport loopt.

## Geschiedenis
In 1863-1864 werd een nieuw treinstation gebouwd ter vervanging van het oorspronkelijke station van Kopenhagen. Toen het derde en huidige stationsgebouw in 1911 in gebruik genomen werd, bleef het oude stationsgebouw leegstaan en werd in de winter van 1911-1912 gebruikt voor daklozenopvang. De daaropvolgende zomer werd het gebouw verkocht aan een ondernemer die het op 18 oktober 1912 opende als bioscoop. Palads was toen de grootste bioscoop van Europa, met 3000 zitplaatsen en een orkestbak met plaats voor 30 man.
Na vier jaar, in 1916, moest het gebouw plaatsmaken voor de nieuwe spoorlijn Boulevardbanen. Ter vervanging werd vlakbij een nieuw gebouw in neobarokstijl neergezet, ontworpen door de architecten Andreas Clemmensen en Johan Nielsen. De beeldhouwer Kai Nielsen maakte de sculptuur Ursus med tyren die boven op de gevel werd geplaatst. Pas in 1949 werd het beeldhouwwerk verguld.
Het gebouw werd op 25 januari 1918 in gebruik genomen. Aanvankelijk werden alleen stomme films vertoond, onder begeleiding van een orkest. Op 11 oktober 1923 werd de eerste geluidsfilm vertoond, en op 4 maart 1929 was de première van de eerste Deens gesproken film. De bioscoop werd in 1929 verkocht aan Nordisk Film, dat tot de Eerste Wereldoorlog een van de grootste filmproducenten ter wereld was geweest. Nordisk Film is nog steeds de eigenaar.
In 1955 onderging de bioscoop een grootschalige verbouwing waarbij onder meer een CinemaScope-scherm werd aangebracht. Wegens teruglopende bezoekersaantallen werd in de jaren 1970 besloten de bioscoop te verbouwen tot multiplex. De grote zaal met 1519 zitplaatsen werd in 1978 omgebouwd tot zes kleinere zalen. Daarnaast werden nog eens zes zalen aangebouwd. In 1979 werden vijf extra zalen in de kelder geopend, plus een zesde zaal in de voormalige bistro.
In 1989 werd de gevel van Palads door de Deense kunstschilder Poul Gernes in felle kleuren geschilderd. Tegelijkertijd werd het onderste deel van de marmeren vestibuletrap afgebroken om plaats te maken voor kaartverkoop. De foyer werd in 2010 gemoderniseerd. Hierbij werd onder meer een nieuwe trap aangebracht, met kaartverkoop aan weerszijden, en een 140 m² grote snoepwinkel. Sinds 2012 worden alle films digitaal vertoond, waaronder het Digital 3D-formaat voor 3D-films. Anno 2024 heeft Palads zeventien zalen, waarvan de kleinste 50 zitplaatsen heeft en de grootste plaats biedt aan 690 bezoekers. 
Er ligt sinds 2017 een voorstel voor een project waarin hoogbouw over delen van de tunnelbak van de spoorlijn wordt overwogen. Daarbij zou het station Vesterport overkapt worden en zou Palads moeten worden gesloopt. Inmiddels is het station door Slots- og Kulturstyrelsen (de Deense dienst voor het cultureel erfgoed) tot monument verklaard en of het tot uitvoering van dit project gaat komen is twijfelachtig. 

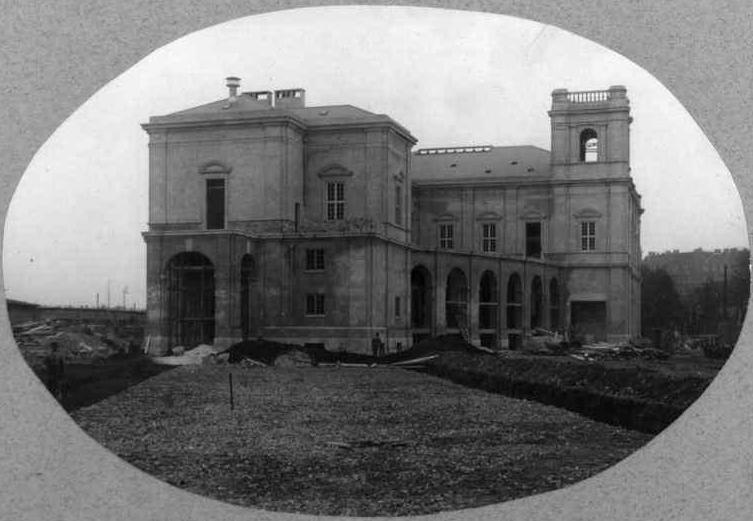
Palads tijdens de bouw in 1917
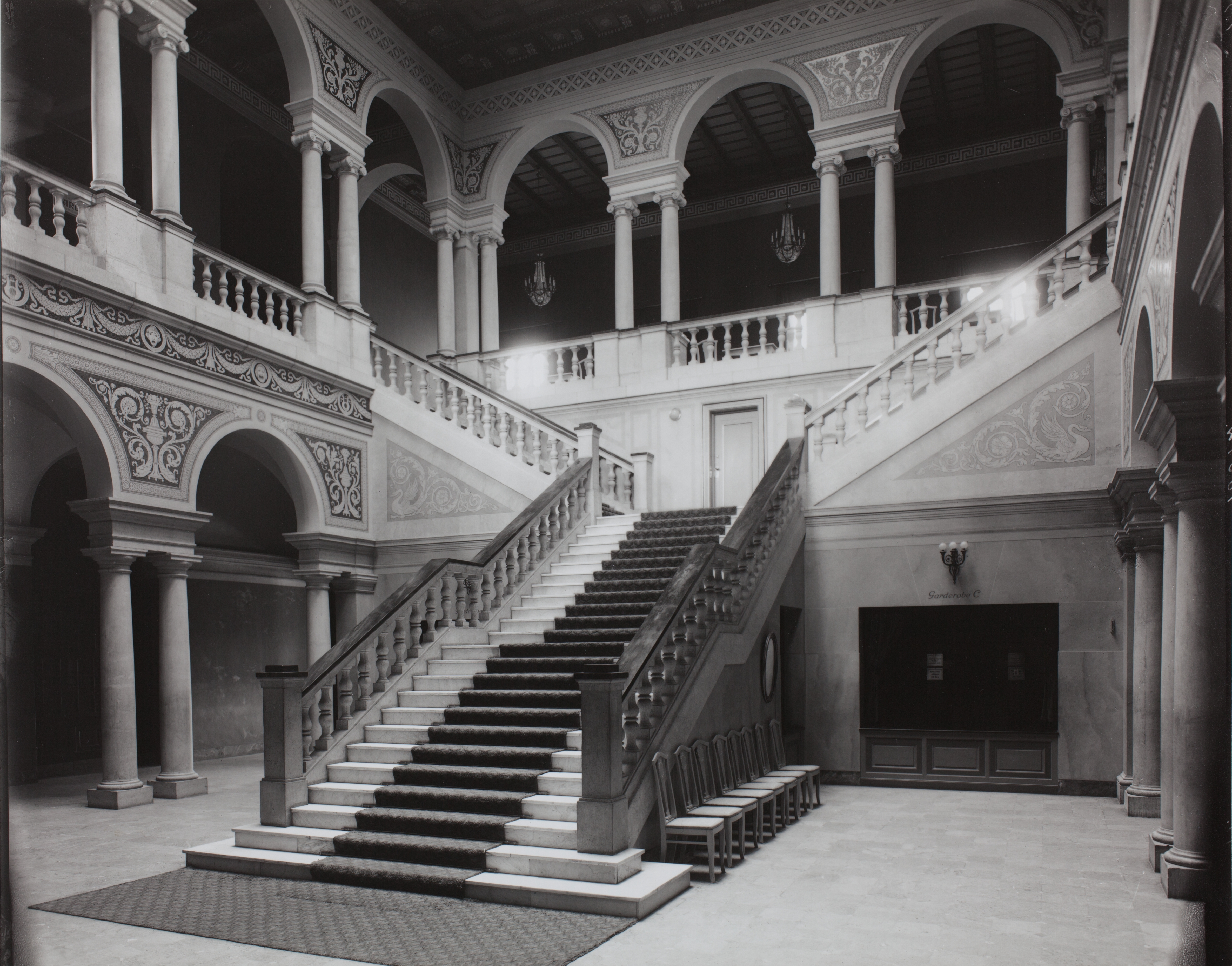
Trappenhuis kort na de opening in 1919
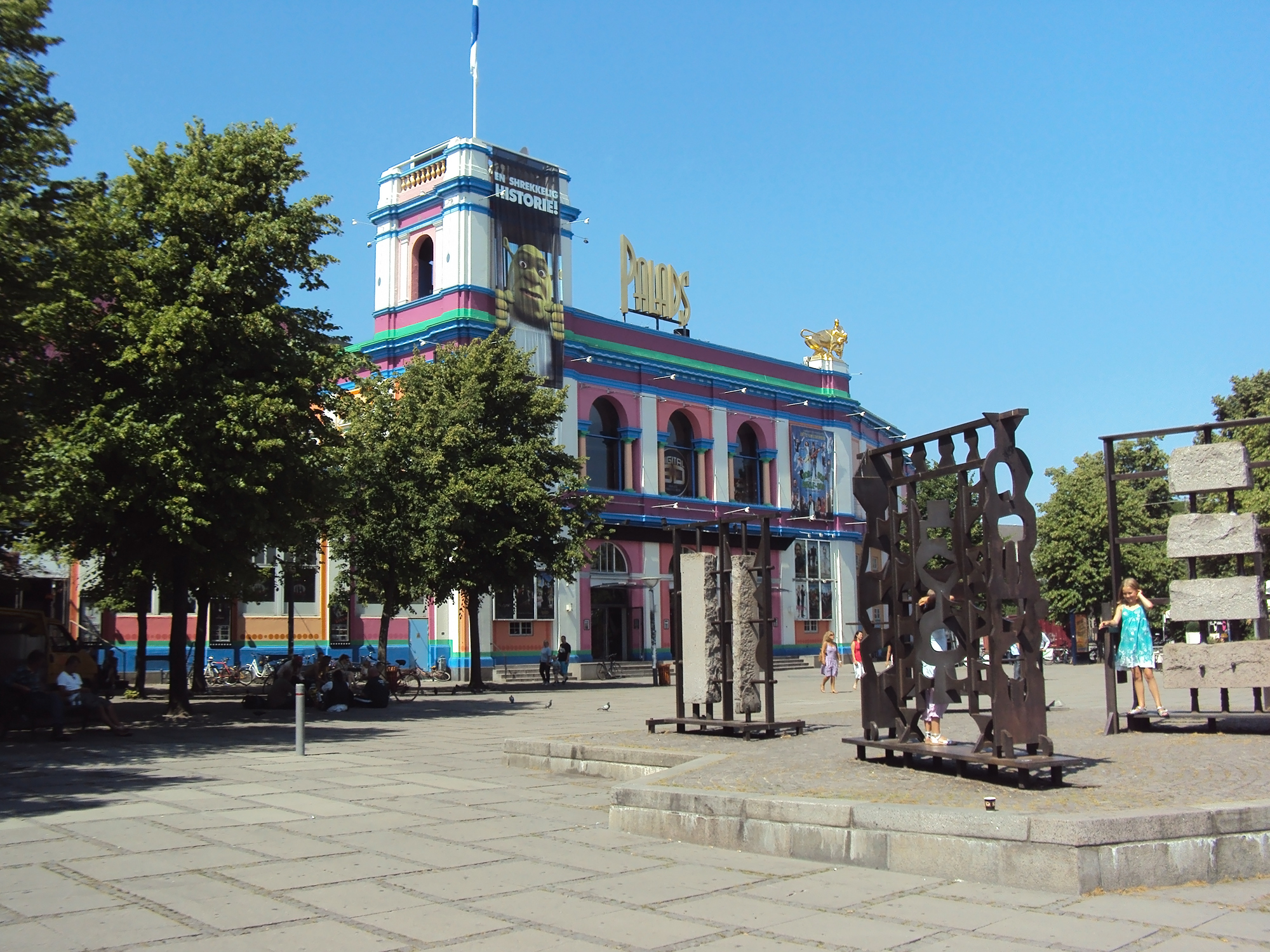
Palads in 2010
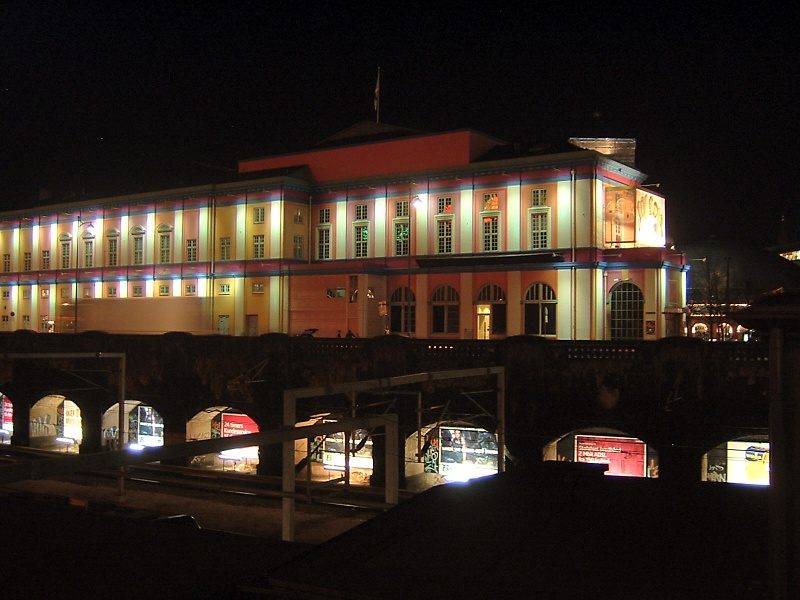
Palads 's nachts
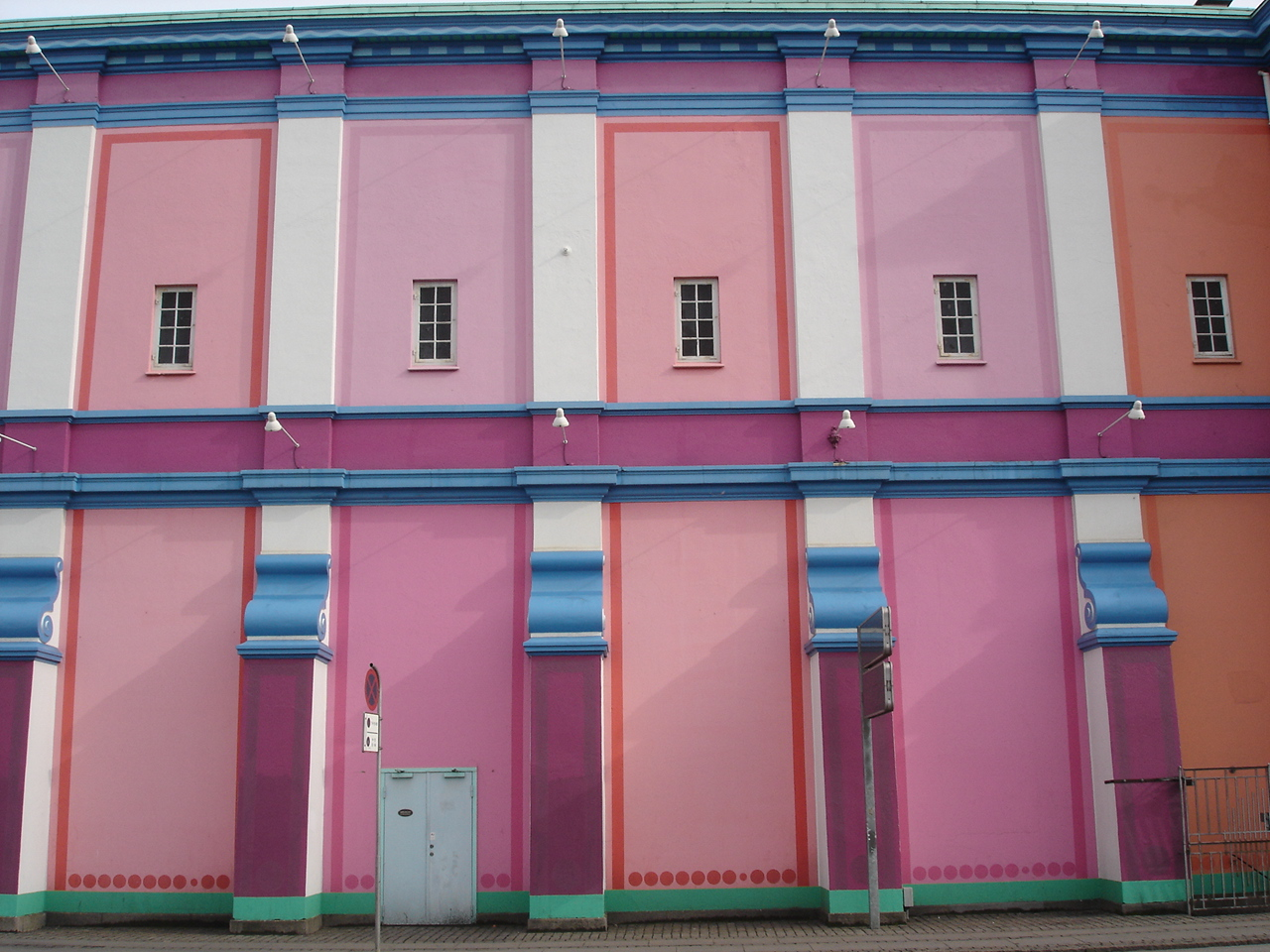
Gevel, detail